# 皮亚氏莺蛤
皮亚氏莺蛤（学名：Pteria peasei），是莺蛤目莺蛤科莺蛤属的一种。主要分布于台湾，常栖息在珊瑚礁海域。